# Book-Origami
Book-Origami (Bookorigami, Orimoto, Buchfaltkunst) ist eine Handarbeit, bei der durch das Falten von Buchseiten in aufgeschlagenen Büchern kunstvolle Objekte entstehen.
Die Palette reicht von Zahlen, Buchstaben bis hin zu ganzen Wörtern. Eine weitere Variation ist das Falten komplexer Gebilde. Wichtig ist ein exaktes Arbeiten, da schon minimale Abweichungen der Linienführung den Gesamteindruck beeinträchtigen würden. Um den dreidimensionalen Effekt zu erzielen, wird jede einzelne Seite des Buches geknickt.
Das Book-Origami selbst wird nicht geschnitten, da das Kunstwerk dann an Volumen verlieren würde. Jedoch kann der Buchblock waagerecht bis zum Buchrücken durchtrennt werden um mehrstufige Reliefs entstehen zu lassen. Eine weitere Form der Papierfalttechnik sind um die eigene Achse gefaltete Bücher. Dazu werden die Buchrücken entfernt und die Seiten gefaltet.
Book-Origami haben primär einen dekorativen Charakter. Die gefalteten Bücher eignen sich aber auch als Notizzettelhalter und Buchstützen. Aus Minibüchern lässt sich Baumbehang oder Schmuck anfertigen.

Galerie
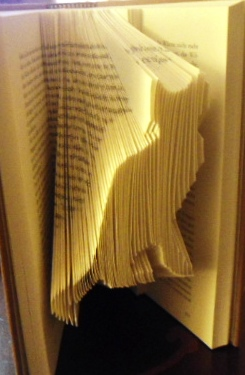
Silhouette einer Katze
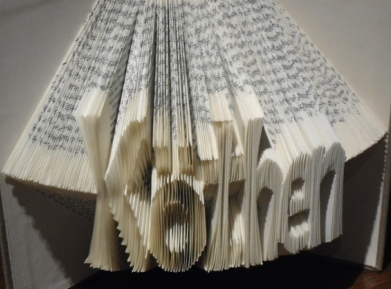
Schriftzug „Köthen“
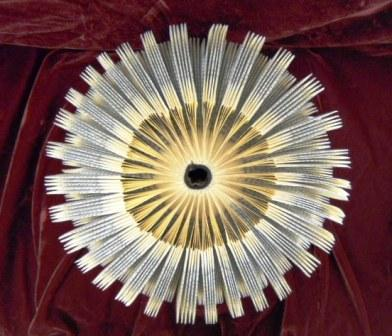
Rundes Book-Origami von oben
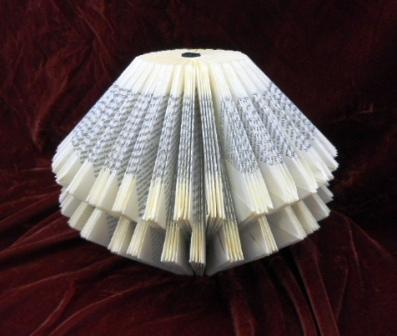
Rundes Book-Origami
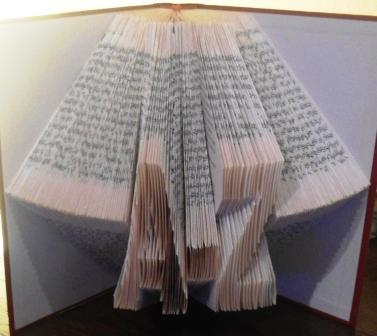
Buchstütze „A-Z“
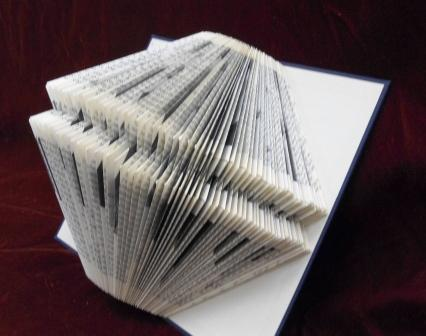
Book-Origami
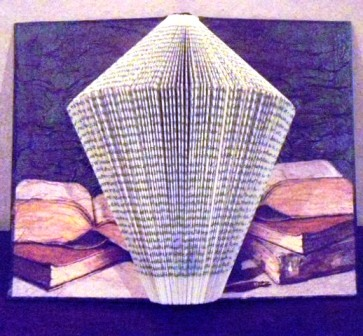
Book-Origami als Notizzettelhalter
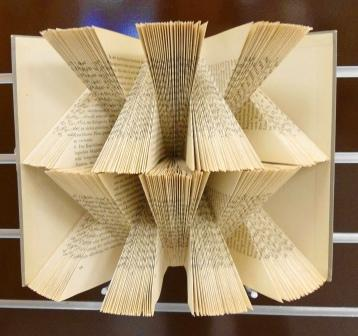
Zweistufiges Book-Origami
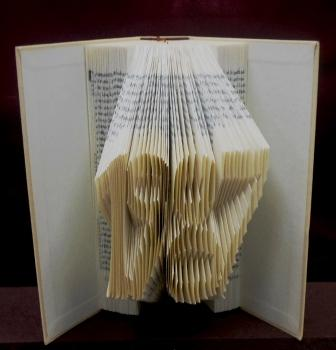
Book-Origami mit der Jahreszahl 1987